# Luatuanuʻu
Luatuanuʻu ist ein Ort im Osten von Upolu in Samoa. Der Ort gehört zum Wahlbezirk (electoral constituency, Faipule District) Lotofaga Electoral Constituency im Distrikt Atua. 2006 hatte er 960 Einwohner.

## Geographie
Luatuanuʻu liegt an der Nordküste, zwischen Lauliʻi im Westen und Solosolo im Osten an der Main East Coast Road.
Östlich des Ortes liegt das Cape Utumauʻu, einer der nördlichsten Punkte von Upolu.
Am Westrand des Ortes mündet der Samule Stream ins Meer.
Im Ort befinden sich die Kirche CCCS Luatuanuʻu und eine Kirche der Church of Jesus Christ of Latter-day Saints.

## Klima
Das Klima ist tropisch heiß, wird jedoch von ständig wehenden Winden gemäßigt. Ebenso wie die anderen Orte in Samoa wird Luatuanuʻu gelegentlich von Zyklonen heimgesucht.